# Verticordia acerosa
Verticordia acerosa är en myrtenväxtart som beskrevs av John Lindley. Verticordia acerosa ingår i släktet Verticordia och familjen myrtenväxter.

## Underarter
Arten delas in i följande underarter:
- V. a. acerosa
- V. a. preissii